# Холодная Поляна
 Холодная Поляна  — село в Альметьевском районе Татарстана. Входит в состав Новоникольского сельского поселения.

## География
Находится в юго-восточной части Татарстана на расстоянии приблизительно 18 км по прямой на север от районного центра города Альметьевск.

## История
Основано в 1924 году переселенцами из деревень Среднее Каширово и Новый Имян Сармановского района. Выходцы из Среднего Каширова основали Верхний отруб, а из Нового Имяна — Нижний отруб (поселок). В советское время работали колхозы "Политотдел", "Урняк", "Красный Октябрь", "Родина" и "Авангард", позднее предприятия "Салкын Алан" и "Юлбарс".

## Население
Постоянных жителей было: в 1926—325, в 1938—473, в 1949—600, в 1958—486, в 1970—348, в 1979—267, в 1989—110, в 2002 — 92 (татары 100 %), 65 в 2010.